# 斯波郷長
斯波 郷長（しば さとなが、生没年不詳）は、室町時代の武将。足利氏分流である奥州斯波氏一族。足利義持から足利義教の時代の人物といわれる陸奥国高水寺城城主斯波詮教の三男。官位は民部少輔。子は斯波義久（よしひさ）、斯波義次（よしつぐ）の二人。名前の｢郷｣の字は斯波氏宗家（武衛家）当主の斯波義郷から偏諱を与えられたものであろう。
「続群書類従」の『奥州斯波系図』では越前国鞍谷家を相続したとあるが、真偽不明。また一説には斯波義廉の養子となり、越前国へ行き、鞍谷家に仕えたという。
また、これとは別に武衛家の斯波義敏が文明13年（1481年）に作成した『斯波家譜』には近年関東（＝奥州）の斯波氏の一流が越前に移り住んで「斯波」を称していると記載しており、この時期に奥州斯波氏の中でも家格が高い一族が越前に移り住んでいた可能性が高いとする指摘がある。佐藤圭は、斯波郷長もしくはそれに近い奥州斯波氏の人物が鞍谷家の祖にあたる人物であり、同家は越前斯波氏と位置づけるのが正しく足利義嗣の子孫とするのは後世の創作とする。
郷長の跡は長男義久（左京大夫）が相続し、義久の跡は郷長次男の義次（左京大夫）が相続し、それ以降は不詳。